# Pickwick Records
Pickwick Records bylo americké hudební vydavatelství a distributor pro Velkou Británii. Vydavatelství bylo založeno v roce 1950 a v polovině šedesátých let pro něj pracoval například i Lou Reed a vyšly zde i jeho první nahrávky se skupinou The Primitives.